# Fantasmas na cultura chinesa

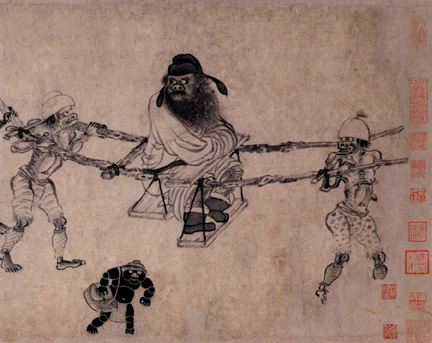
Uma representação artística de Zhong Kui, conhecido como o vencedor de espíritos malignos e seres sobrenaturais, criada pelo artista Gong Kai antes do ano de 1304.

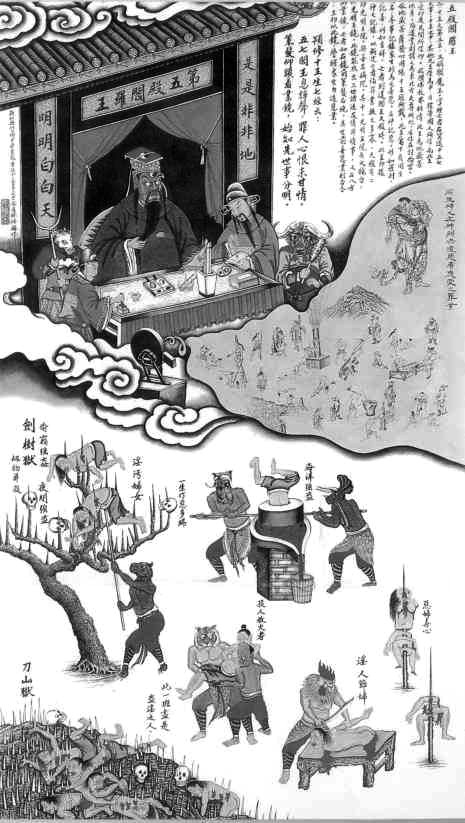
Uma obra de arte antiga chinesa que retrata en, conhecido como o governante do Inferno.

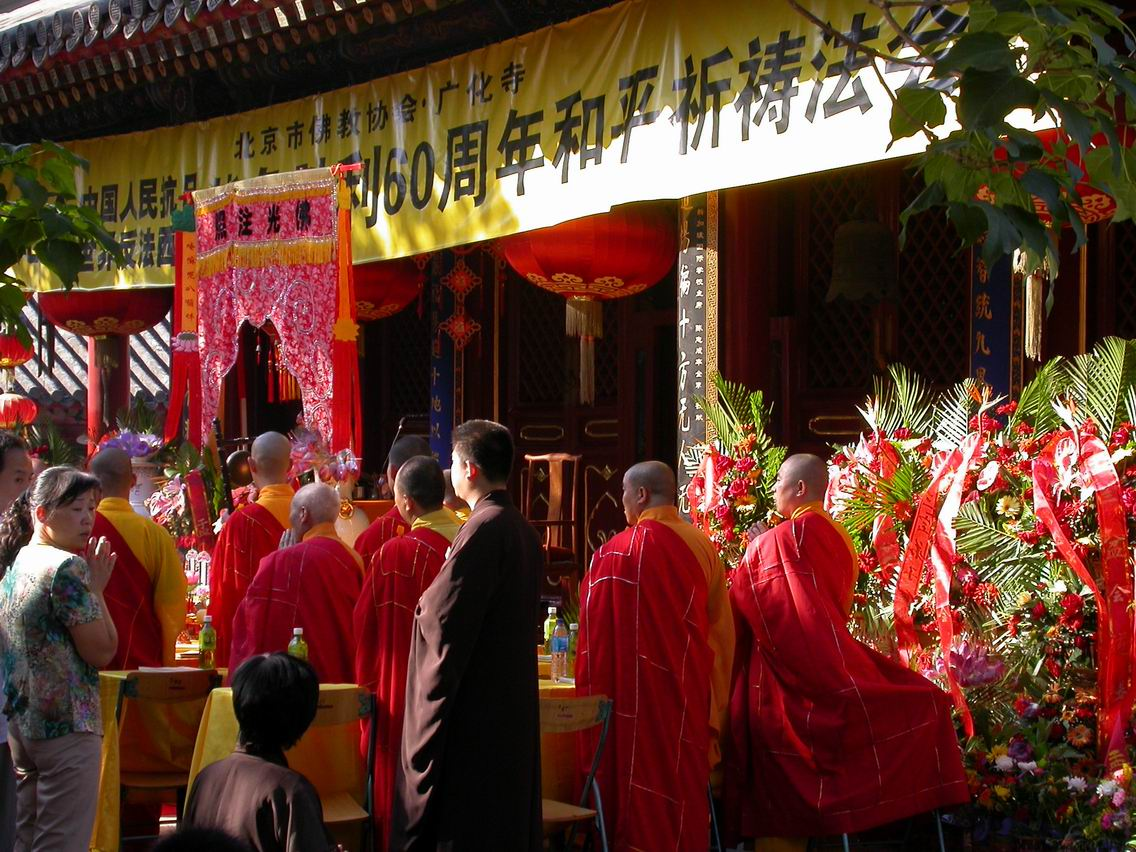
Uma cerimônia budista moderna realizada no en em Pequim.

Os fantasmas na cultura chinesa são espíritos de pessoas mortas e que podem ser malévolos ou benevolentes, dependendo de como foram tratados em vida. Eles são influenciados por duas fontes: o confucionismo e o budismo. Esses fantasmas geralmente se enquadram em três categorias: vingativos, órfãos e famintos. Os fantasmas vingativos são aqueles que foram maltratados em suas vidas humanas e que buscam vingança pela dor que sofreram. Os fantasmas órfãos são aqueles que não deixaram descendentes em sua vida. Os fantasmas famintos são aqueles que se tornaram famintos devido aos seus próprios erros.
Os fantasmas chineses são descritos em textos clássicos chineses e continuam a ser retratados na literatura e no cinema modernos. Alguns personagens importantes relacionados aos fantasmas chineses são Iama (閻王), o soberano e juiz do submundo; Zhong Kui (鍾馗), o exterminador de fantasmas e seres malignos; e Ba Jiao Gui (芭蕉鬼), um fantasma feminino que habita uma bananeira e aparece chorando sob a árvore à noite.
O Festival dos Fantasmas Famintos, celebrado na China (incluindo as Regiões Administrativas Especiais de Hong Kong e Macau), Taiwan, Malásia, Cingapura e em outras partes da diáspora chinesa, é dedicado a realizar rituais para honrar e lembrar os espíritos dos mortos. Neste dia, fantasmas e outras criaturas sobrenaturais saem do submundo e se misturam entre os vivos. As famílias preparam comida e outras oferendas e as colocam em um santuário dedicado aos parentes falecidos. Incenso e dinheiro de papel são queimados e outros rituais são realizados na esperança de que os espíritos dos mortos protejam e tragam boa sorte à família.

## História
A história dos fantasmas na cultura chinesa é muito antiga e rica. Os fantasmas eram considerados uma realidade pelos antigos chineses, que criaram histórias de demônios e monstros para explicar os fenômenos sobrenaturais. As histórias de fantasmas foram a primeira forma de literatura na China antiga e eram provavelmente parte de uma tradição oral muito antiga antes do desenvolvimento da escrita durante a dinastia Shang (1600 - 1046 a.C.).
Os fantasmas na cultura chinesa estão intimamente relacionados com o culto aos ancestrais, onde muitos foram incorporados ao budismo e influenciaram e criaram crenças budistas únicas sobre o sobrenatural. Tradicionalmente, os chineses acreditavam que era possível contatar os espíritos dos parentes e ancestrais falecidos por meio de um médium. Eles acreditavam que os espíritos dos mortos podiam ajudá-los se fossem respeitados e recompensados adequadamente.
O primeiro passo nessa jornada após a morte era o enterro e o serviço funerário, e se isso não fosse feito corretamente, a alma do falecido voltaria à terra para assombrar os vivos. Na China, o solo sob a terra era considerado propriedade dos deuses. Os cemitérios ficavam fora das cidades e vilas em áreas rurais e havia espíritos da terra lá conhecidos como Tudigong [en] como havia em qualquer outro lugar. Não se podia simplesmente ir e cavar uma cova sem antes honrar os deuses e os espíritos locais e comprar a terra deles. Os parentes do falecido escolhiam um local e depois escreviam um contrato legal comprando aquele terreno dos deuses e espíritos. Este contrato citava "o nome do morto, títulos e data da morte; as dimensões exatas do terreno, o preço pago pela terra... e assinaturas de testemunhas". Eles colocavam o documento na cova e depois o honravam pagando uma certa quantia em dinheiro. Como a moeda física não tinha utilidade na vida após a morte, as pessoas compravam folhas de papel, recortavam uma certa quantidade de "notas" delas, escreviam denominações nelas e as queimavam no túmulo. Depois que tudo isso era realizado e sinais eram recebidos de que era aceitável, a pessoa podia ser enterrada. Como se esperava que a alma do morto passasse pela ponte para a terra dos deuses, bens funerários eram incluídos no enterro, que consistiam em objetos e alimentos favoritos.